# Boé (Guinea-Bissau)
Boé è un settore della Guinea-Bissau facente parte della regione di Gabú.
Si trova nella parte occidentale del paese, al confine con la Guinea. Vi troviamo il Boè National Park, istituito nel 2015 e con al suo interno numerosi villaggi.